# Орион (Илиноис)
Орион (енгл. Orion) град је у америчкој савезној држави Илиноис.

## Демографија
По попису из 2010. године број становника је 1.861, што је 148 (8,6%) становника више него 2000. године.
| Група             | 2000.         | 2010.         |
| Белци             | 1.683 (98,2%) | 1.795 (96,5%) |
| Афроамериканци    | 0 (0,0%)      | 1 (0,1%)      |
| Азијати           | 2 (0,1%)      | 4 (0,2%)      |
| Хиспаноамериканци | 25 (1,5%)     | 45 (2,4%)     |
| Укупно            | 1.713         | 1.861         |